# 程春
程春，福建福州府怀安县人，明朝政治人物、進士出身。

## 生平
建文四年，福建壬午乡试中舉。永樂二年，登甲申科進士，擔任京山县知县。